# Volvo ÖV 4

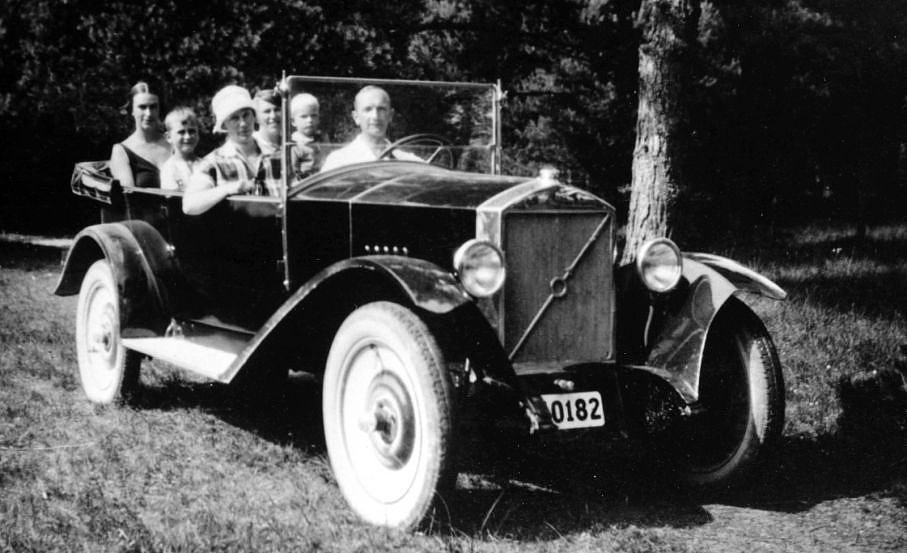
Gustaf Larson med familj fotograferad sommaren 1926 i en av de tio prototyper (Volvo ÖV 4) som byggdes i på AB Galco i Stockholm.

Under den Svenska Cypernexpeditionen 1927-1931 användes en Volvo ÖV4.

Volvo ÖV 4 var Volvos första bilmodell, där "ÖV 4" står för "Öppen Vagn 4 cylindrar". Modellen introducerades på marknaden 1927, men redan den sista veckan i augusti 1926 skickades ett pressmeddelande ut med bilder på bilen. Bilen har av eftervärlden fått smeknamnet "Jakob" vilket ska ha sitt ursprung i den förseriebil av 10 byggda vid AB Galco (G.A. Lindstedt & Co.) på företagets verkstäder vid Hälsingegatan 41 i Stockholm, som blev klar den 25 juli 1926 då Jakob har namnsdag. , Den första serietillverkade bilen kördes ut ur fabriksporten på Hisingen i Göteborg av försäljningschef Hilmer Johansson på skärtorsdagen den 14 april 1927 strax efter klockan 10 på förmiddagen. Det var den dagen Volvo officiellt "föddes" som bilföretag även om Volvo som bilföretag grundades vid SKF:s styrelsemöte i Hofors redan den 10 augusti 1926 som ett helägt dotterbolag till SKF då man sköt till ett aktiekapital på 200 000 kr
Göteborgs-Tidningens reportageteam släpptes in i fabriken redan den 13 april, alltså dagen innan den första bilen rullade av bandet, och skrev följande omdöme om Jakob: "Den nya bilen företer med karosseriets rena linjer, den djupblå lackeringen och de gula hjulen en synnerligen tilltalande exteriör." Sextio anställda skulle bygga cirka 1 000 bilar första året, men under åren 1927-1929 tillverkades ÖV4:an i endast 996 exemplar och ersattes i april 1929 av modell PV651. 302 (275) ÖV4 fordon tillverkades. 205 av dem som Öppen Tourer-kaross.  Totalt tillverkades 694 PV 4-fordon.

## Konstruktion
Den öppna 5-sitsiga bilen var uppbyggd på en vagnsram enligt äldre tiders bilar för infästning av framhjulupphängningar, bakaxel, motor, växellåda och kardanaxel. Den hade fyra dörrar och var klädd med plåt på en stomme av ask och rödbok. Klädseln var av läder. De första bilarna kunde bara fås i en färgsättning, mörkblå kaross med svarta skärmar. Priset vid introduktionen uppgick till 4 800 kronor, vilket i 2019 års penningvärde motsvarar 139 500 kronor.
Den täckta varianten av samma bilmodell kom några månader senare och fick beteckningen PV4 som stod för "Personvagn-4 cylindrar". Totalt tillverkades 694 PV 4-fordon.  Täckningen utgjordes av en trästomme täckt med pegamoid, en typ av konstläder, enligt den franska Weymann-metoden. Anledningen till att man inte tog fram den täckta varianten från början var att man helt enkelt inte behärskade tekniken tillräckligt bra med täckta bilar. Man hade bland annat stora problem med att få bort allt knarrande ljud i de trästommar som användes.
Bilens grundläggande mekaniska konstruktion, däribland vagnsram och drivlina inklusive växellåda konstruerades av civilingenjör Jan G. Smith som återvänt från Amerika till Sverige 1924 och engagerades av Gustav Larson i framtagningen av de tio första prototypbilarna till ÖV4:an som monterades ihop på verkstadsföretaget AB Galco i Stockholm där Gustav Larson var anställd som teknisk chef. En hel del av Jan G. Smiths ritningar i original och beräkningsunderlag i form av en privat anteckningsbok på ett par hundra sidor finns bevarade på Tekniska museets arkiv i Stockholm. Smiths arbete övertogs 1925 av Henry Westerberg som slutförde arbetet med prototypbilarna. Motorn konstruerades av Gustav Larson med de erfarenheter han hade från sin tid i England där han under åren 1911-1913 var anställd vid företaget White & Poppe som konstruktör. Företaget tillverkade bilmotorer till bland annat bilmärket Morris. Motorn till ÖV4:an tillverkades av Pentaverken i Skövde, växellådan av Köpings Mekaniska Verkstad och chassidetaljer av Bofors. Samtliga kullager till bilen inköptes från SKF.

## Design och marknadsföring
För designen av denna första Volvobil svarade konstnären Helmer MasOlle som hade ett stort bilintresse och hade själv byggt kaross på en voisin som presenterades i Svensk Motortidning i juni 1925. Helmer MasOlle hade också en naturlig koppling till SKF genom att han var svåger till dåvarande SKF direktören Uno Forsberg. Helmer MasOlle har en given plats i den svenska bilhistorien genom sin roll vid tillkomsten av det klassiska Volvo-emblemet, en ring med pil, den kemiska symbolen för järn. Bakgrunden till emblemet var att Volvo ville marknadsföra sin bil som ”Den svenska vagnen”, och reklamen tryckte på att det var svenskt tekniskt kunnande, svensk kvalitet och svenskt järn och stål – "det bästa stålet i världen" – som skulle känneteckna den nya bilen. Den tunna diagonala plåtremsan var endast till för att fästa upp symbolen mitt framför kylaren men blev kvar lång tid på kommande bilmodeller. Samtliga förseriebilar saknade dock denna symbol. Karossen tillverkades av Freyschuss i Stockholm.

## Tidslinje framtagning förseriebilar

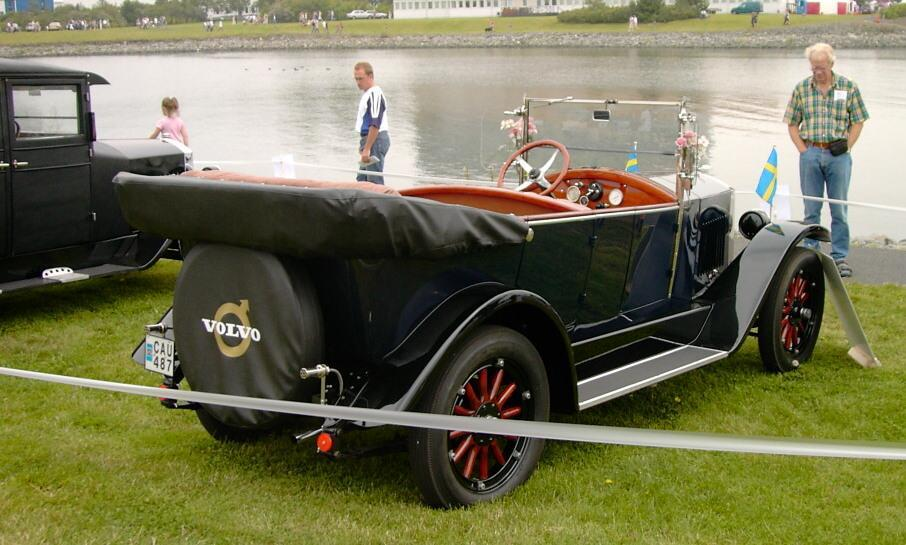
Volvo ÖV4.

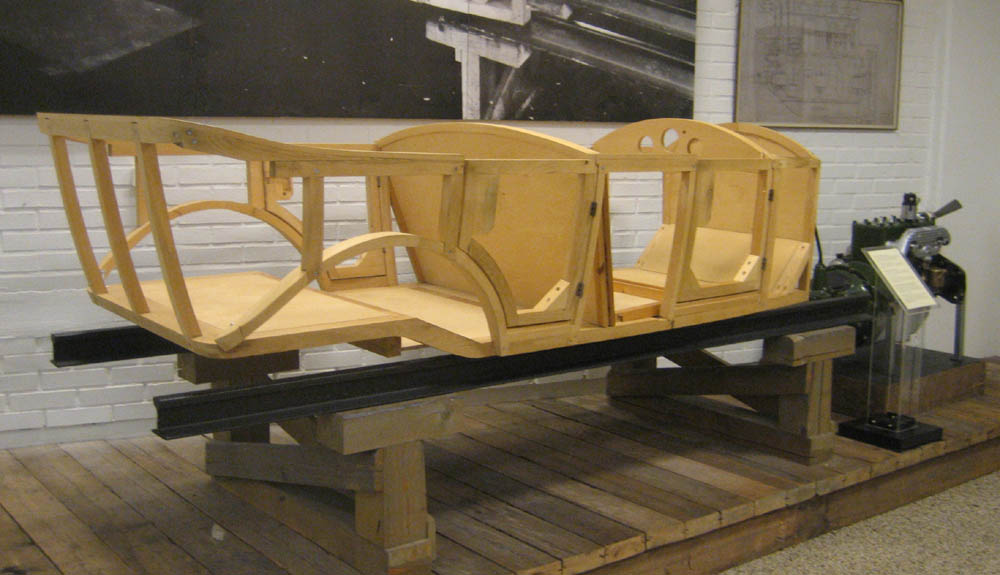
Rekonstruktion av karosseriram till Volvo ÖV4. (Volvo museum).

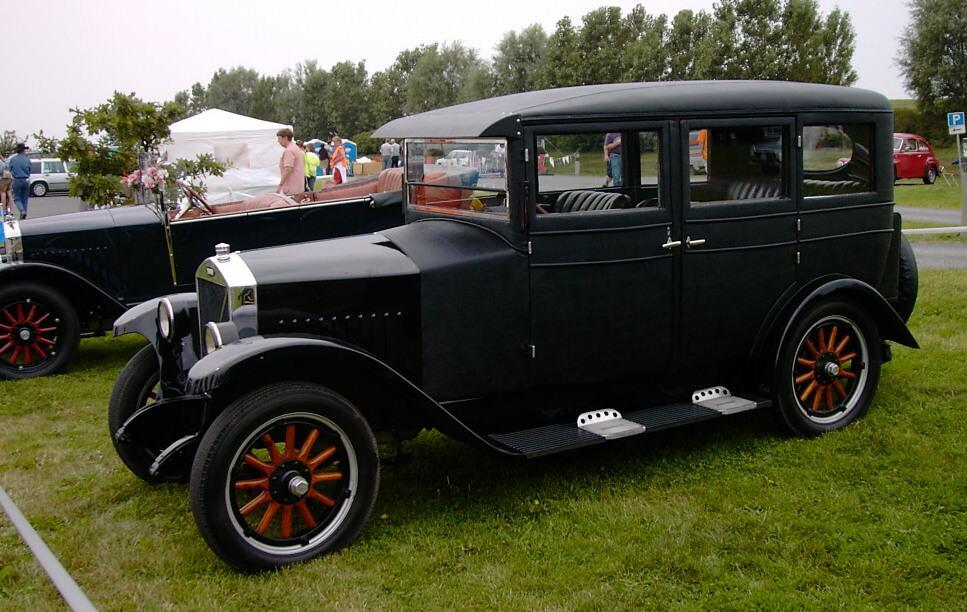
Volvo PV4, den täckta varianten av ÖV4:an.

- Assar Gabrielsson på SKF och Gustav Larson på AB Galco i Stockholm drar upp riktlinjerna för framtagning av en ny svensk personbil under sommaren 1924.
- Gustav Larsons första kostnadskalkyler för en ny bil och produktionsanläggning för 4000 bilar per år, daterat till den 24 september 1924, skickas till Assar Gabrielsson i Göteborg.
- I juni 1925 var ritningarna till chassiet färdiga. Bilen får arbetsnamnet "Larson".
- I september 1925 beslutade man att lägga upp en provserie på tio bilar, nio öppna och en täckt.
- Den 8 oktober 1925 bekräftar Assar Gabrielsson i ett brev till Pentaverken i Skövde att en leverans om tio motorer skulle tillverkas, till ett högsta pris av 20 000 kronor.
- Beställningen av ramar med mera som skulle tillverkas av Bofors, lämnades månadsskiftet november/december 1925 av Larson.
- Ett muntligt avtal mellan Assar Gabrielsson och Gustav Larson under sommaren 1924 bekräftas i ett skriftligt avtal som tecknas den 16 december 1925, där Gustav Larson får uppdraget att ta fram en ny bilmodell mot en viss ersättning.
- Den första ramen skickas från Bofors till Larson i Stockholm, den 22 januari 1926. De övriga nio levereras i maj 1926.
- I juni 1926 kördes den första provvagnen från Stockholm ner till Göteborg för att förevisas för SKF:s styrelse.

## Tekniska data
ÖV 4:an hade en 4-cylindrig sidventilmotor med en slagvolym på 1944 cc som gav en effekt på 28 hk vid 2 000 rpm med ett maximalt avgivet vridmoment på 100 Nm. Kompressionen var 4,9:1. Växellådan var osynkroniserad med tre växlar fram och backväxel. Parkeringsbromsen verkade direkt på en bromstrumma monterad till utgående axel från växellådan vilket var en enkel lösning med behov av ett lägre bromsmoment, genom utväxlingen i differerentialen, än vid bromsning direkt vid bakhjulen. Topphastigheten uppgick till 90 km/h med en rekommenderad marschfart på 60 km/h. 1927 fanns enbart färdbromsar på bakhjulen. Bromsar på framhjulen togs fram först 1928 och då som extra utrustning.. Tjänstevikten uppgick till 1170 kg. Hjulbasen var 2,85 meter och spårvidden 1,30 meter.

## Antal fordon i Sverige / Antal tillverkade Volvofordon
| År   | VOLVO ÖV4/PV4/PV651 | Bil    | Lastbilar | Omnibusar | Total   |
| ---- | ------------------- | ------ | --------- | --------- | ------- |
| 1916 | 0                   |        |           |           | 3 036   |
| 1917 | 0                   |        |           |           | 3 795   |
| 1918 | 0                   |        |           |           | 4 105   |
| 1919 | 0                   |        |           |           | 8 505   |
| 1920 | 0                   |        |           |           | 21 277  |
| 1921 | 0                   |        |           |           | 30 397  |
| 1922 | 0                   |        |           |           | 39 913  |
| 1923 | 0                   | 37 823 | 11 906    | 731       | 50 460  |
| 1924 | 0                   | 46 557 | 15 246    | 1 017     | 62 820  |
| 1925 | 0                   | 59 122 | 19 203    | 1 283     | 79 608  |
| 1926 | 10                  | 70 485 | 22 496    | 1 569     | 94 848  |
| 1927 | 297                 | 81 465 | 26 230    | 1 827     | 109 898 |
| 1928 | 983                 | 94 301 | 30 677    | 2 192     | 127 660 |
| 1929 | 1 383               | 99 144 | 34 591    | 2 511     | 136 827 |

Uppgifternas ursprung: ,,

## Utmärkelser
Jan G. Smith och Gustav Larson tilldelades båda 1929 IVA:s (Kungliga Ingenjörsvetenskapsakademien) guldmedalj "för deras insats för utvecklingen av den inhemska automobiltillverkningen".